# Jurij Lužkov
Jurij Michajlovič Lužkov (rusky Юрий Михайлович Лужков, 21. září 1936, Moskva – 10. prosince 2019, Mnichov) byl ruský politik, člen politické strany Jednotné Rusko. Od roku 1992 zastával funkci starosty Moskvy. 28. září 2010 byl z této funkce odvolán prezidentem Dmitrijem Medveděvem, z důvodu ztráty důvěry. Nahradil ho Sergej Sobjanin.
v roce 1958 vystudoval moskevský Institut petrochemického a plynového průmyslu I. M. Gubkina. Po studiu působil jako vědecký pracovník v chemickém průmyslu, v několika funkcích působil i na ministerstvu chemického průmyslu. V letech 1968 až 1991 byl členem KSSS. V roce 1977 jej poprvé zvolili do moskevského zastupitelstva a o deset let později, v roce 1987, podal několik návrhů na reorganizaci místní správy v Moskvě, čímž vzbudil pozornost tehdejšího prvního tajemníka moskevského městského výboru KSSS Borise Jelcina. V letech 1990 a 1991 byl poslancem Nejvyššího sovětu RSFSR a působil i ve vedení Moskevského městského sovětu. Od června 1991 do července 1992 byl vicestarostou Moskvy. V době protigorbačovského puče v srpnu 1991 organizoval obranu moskevského Bílého domu (sídla ruské vlády) proti pučistům na straně Borise Jelcina.
V čele moskevské radnice stál Lužkov od června 1992, kdy ho do funkce jmenoval ruský prezident Jelcin, ve funkci nahradil Gavriila Popova. Poté již vždy s velkou převahou zvítězil v přímých volbách (1996, 1999 a 2003). V roce 2007 ho po změně zákonů zvolila městská duma na návrh prezidenta Vladimira Putina. Jeho vládu v Moskvě ukončil otevřený konflikt s Kremlem v září 2010. 

## Rodina
Lužkov byl dvakrát ženatý. Jeho druhou manželkou byla nejbohatší žena Ruska, podnikatelka ve stavebnictví Jelena Baturinová. Mají spolu dvě dcery.